# Irvin McDowell
Irvin McDowell (Névváltozat: Irwin) (Columbus, Ohio, 1818. október 15. – San Francisco, Kalifornia, 1885. május 4.) amerikai katona, a West Point oktatója, a mexikói–amerikai háború törzskari tisztje, északi vezérőrnagy, parancsnok 1861-ben az első Bull Run-i csatában, a Potomac hadseregben hadosztály, majd hadtestparancsnok, 1862-ben a Rappahannock hadsereg parancsnoka, 1862-ben a második Bull Run-i csata után felmentik az önkéntesek polgárháborús szolgálata alól, a reguláris seregben szolgál tovább San Francisco székhellyel.

## Életpályája
Apja Abraham McDowell Columbus polgármestere volt, anyja Eliza Seldon McDowell. Testvére John Adair McDowell az amerikai polgárháborúban a 6. számú Iowa-i önkéntes gyalogezred ezred első ezredese. Irvin fiatal korában családjával együtt kivándorolt Franciaországba, s ott Franciaország északkeleti részén Troyes településen főiskolán tanult műszaki és katonai ismereteket, rövid ideig a francia seregben is teljesített szolgálatot. Visszatérve az Egyesült Államokba a híres West Point-i amerikai katonai akadémián tanult, 1838-ban diplomázott, a 45 fős évfolyamból a 23. helyen végzett. Egy évfolyamra járt P. G. T. Beauregard kadéttal, akivel később ellenfelek lettek az első Bull Run-i csatában. 
1841-1845 közt katonai taktikát tanított a Weist Point-i katonai akadémián. 1846-1848 közt harcolt a mexikói–amerikai háborúban többek közt Zachary Taylor, Winfield Scott tábornokok parancsnoksága alatt szolgált törzskari tisztként, kitüntette magát a Buena Vista (Coahuila, Észak-Mexikó) ütközetben.
A mexikói háború után Winfield Scott személyzeti parancsnokaként működött. Amikor kitört az amerikai polgárháború, akkor szinte természetes volt, hogy Irvin McDowell lesz az északiak parancsnoka, hiszen Scott már túl idős és beteg volt ahhoz, hogy lóra üljön és sereget vezessen. Sajnos a déliek különválása után az északiakat az a meggyőződés uralta, hogy egy nagy csatában le lehet győzni a déli lázadókat, hiába hangoztatta Winfield Scott altábornagy és Irvin McDowell vezérőrnagy, hogy az önkéntesek még nincsenek kiképezve és hiányos a felszerelés, s az ellátmány is. A hadszervezeti rendszerrel is gond volt, az európai tapasztalatokkal bíró tisztek (McDowell, George B. McClellan, William B. Franklin stb.) tudták, hogy ezredekkel, dandárokkal nem lehet egy háborút megnyerni, nemzeti hadsereget kell szervezni. Ez ismeretlen volt az Egyesült Államokban, hiszen az angol gyarmati háborúkat ezredekkel és dandárokkal vívták, sőt még Scott tábornok is ezredekkel és dandárokkal nyerte meg a mexikói-amerikai háborút. 
A politika felülírta a hadászat racionális érveit, el kellett indulni Richmond bevételére. Ebből származott az első Bull Run-i csata (1861. július 21.), elvesztette a csatát McDowell, mert fiatal, hitványul kiképzett újoncai nem tudták elfoglalni a kijelölt hadállást, s pánikba estek, egészen Washingtonig menekültek. A szintén alig kiképzett konföderációs újoncok nagyobb kohéziós erővel rendelkeztek, tartani tudták állásaikat. Irvin McDowell jól képzett tiszt volt, ha tisztességesen kiképzett sereget bíztak volna rá, talán jó hadvezérnek bizonyult volna, azonban sem az északiak, sem a déliek területén nem létezett jól kiképzett katona vagy alakulat 1861-ben. McDowell nem úszhatta meg a Bull Run-i vereséget következmények nélkül, leváltották, s helyébe George B. McClellant nevezték ki.

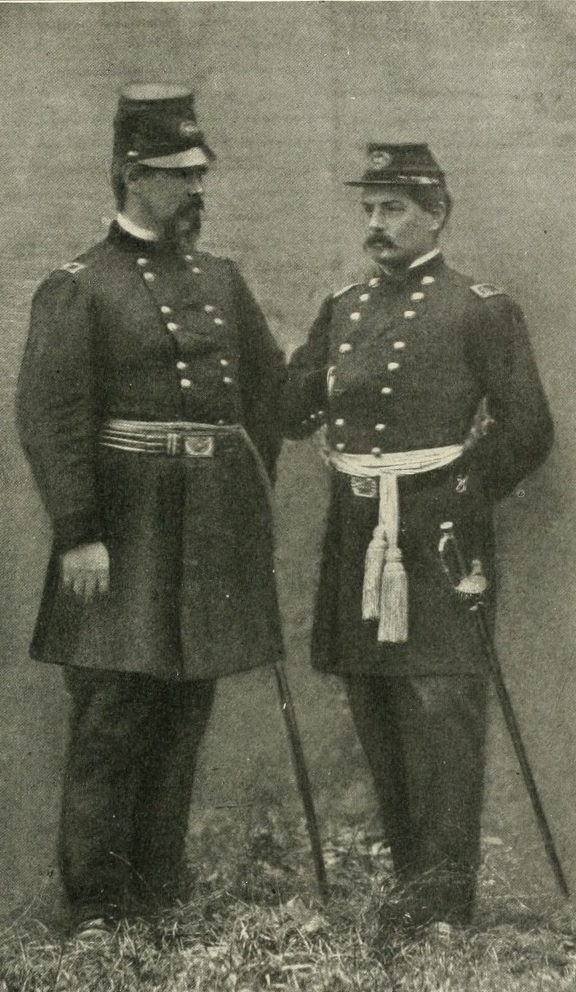
Irvin McDowell (balra) és George B. McClellan (jobbra) tábornokok 1862-ben

Az elkövetkező időszakban McDowell McClellan, majd John Pope parancsnoksága alatt teljesített szolgálatot. McClellan vezérőrnaggyal hamar megromlott a kapcsolata politikai okokból, mert McClellan Demokrata Párti volt, McDowell pedig Republikánus Párti. Katonailag a Félszigeti hadjárat kezdetén kerültek összeütközésbe, mert McClellan a teljes Potomac-hadsereget el akarta vezényelni, Abraham Lincoln elnök és Stanton hadügyi államtitkár e miatt veszélyben látta Washington védelmét, ezért Lincoln elnök a hadsereget öt hadtestre osztotta, s egy hadtestet (40 ezer fő) visszatartott a főváros védelmére McDowell parancsnoksága alatt, e mögött McClellan holmi összeesküvést gyanított személye ellen.
John Pope parancsnoksága alatt az újonnan szervezett virginiai hadsereg harmadik hadtestének vezérőrnagyaként vett részt McDowell a a második Bull Run-i csatában 1862 augusztus 28-30 közt. A déliek parancsnoka ekkor itt már a zseniális hadvezér Robert E. Lee volt. John Pope csúfos vereséget szenvedett, felelősöket kerestek az északiak, McDowell és Fitz John Porter vezérőrnagyokat állították bíróság elé kötelességmulasztás miatt, az ügy sokáig húzódott, végül felmentéssel végződött, de ezzel McDowell önkénteseket vezénylő amerikai polgárháborús karrierje véget ért.
McDowell a reguláris hadseregben működött tovább, 1864 májusától a csendes-óceáni részleg parancsnoka lett San Francisco székhellyel. Sokáig ő felügyelte vezérőrnagyként a keleti és a déli menetrend szerinti közlekedést. 44 évi katonai szolgálat (1838-1882) után nyugdíjazását kérte, s ezután hobbijának, a kertépítésnek élt, San Franciscóban volt is erre lehetősége, parkbiztosnak nevezték ki. 1885 május 4-én hunyt el szívroham következtében San Franciscóban. A San Franciscó-i Nemzeti temetőben helyezték örök nyugalomra teljes katonai tiszteletadással. (San Francisco National Cemetery, San Francisco, San Francisco megye, Kalifornia, USA)

## Családja
1844 november 13-án házasodott meg, Helen Burden (1826-1891) ment hozzá nőül. Házasságukból 4 gyermek született, akik közül egy gyermek nem érte meg a felnőttkort.